# Eulogio Díaz del Corral
Eulogio Diaz del Corral (Zarza la Mayor, Estrémadure, 1950) est un peintre, poète et éducateur espagnol.

## Biographie
Eulogio Díaz del Corral a rejoint le mouvement de l’éducation à la non-violence et à la paix en 1971 et a fondé le premier groupe des Amis de la Journée Scolaire de la Non-violence et de la Paix (DENIP). 
Il a assisté à des réunions et des conférences nationales et internationales sur ce sujet (Forum pour la paix et Congrès mondial sur l'éducation pour le désarmement, au siège de l’UNESCO, Paris, Premier Forum Européen de l'Éducation et la Culture pour la Paix, à Bruxelles ; réunions du Système des Écoles Associées UNESCO à Madrid, Crevillente et Grenade, etc) et a publié de nombreux articles et poèmes, dispersés dans diverses revues littéraires et pédagogiques. 
Coordonnateur adjoint de la Journée Scolaire de la Non-violence et de la Paix et ami personnel de Lanza del Vasto, a résidé pendant onze ans à Majorque. Il travaille actuellement consacré à la peinture, la poésie et l'enseignement.
En raison de son amour et la protection des animaux a été appelée Animaliste Célèbre par le collective Les Animaux ont  la Parole et en raison de la diffusion continue de l'esprit de la compassion pour tous les êtres vivants, la non-violence et de la paix à travers son art a été nommé Ambassadeur de la Paix par le Cercle Universel des Ambassadeurs de la Paix de Genève (Suisse),.

## Œuvre

### Œuvre écrit
- Historia del pensamiento pacifista y no-violento contemporáneo (1985)
- Artículos
- Ideario no-violento (avec Llorenç Vidal Vidal) (1987)
- Educación para la Convivencia (avec Llorenç Vidal Vidal) (1978)
- Pensamientos sobre la Compasión (2018)
- Momentos (Selección Poética) (2019)
- Pastorcitos de Belén, Cuadro escénico para niños de 5, 6 y 7 años (1997/2021)

Ses textes Por qué soy pacifista, Por qué soy vegetariano y Pensamientos sobre la compasión condensent et résument des aspects que l'auteur estime essentiels à sa conception de la vie.

### Anthologies de Poésie
- Antología Poética, III Encuentro Hispanomarroquí de Poesía Trina Mercader (Tétouan, 2013)
- Palabras a tiempo. Recopilando hebras de sueño (Cadix, 2014)
- Estrechando para la paz, IV Encuentro Hispano-Marroquí de Poesía (Tétouan, 2014)
- Calle de Agua, Frontera Salada, Antología poética, (Tétouan, 2017)
- Antología poética Entre dos Aguas... en homenaje a Paco de Lucía (VII Encuentro Hispano Marroquí de Poesía, Tétouan. 2018).
- Antología poética Arribar al Feddan, Encuentro de Escritores en el 2020, Tétouan, 2020.
- Antología poética Despedida en Tetuán, IX Encuentro Hispano Marroquí de Poesía, Tetuán, 2022.

### Œuvre plastique
Ses dessins pacifistes — qui lui valurent d'être défini par le peintre croate Kristian Krekovic comme « poète de la peinture » — publiés aux cahiers littéraires Ponent (Majorque) et aux appels annuels en faveur du DENIP ont été plusieurs fois reproduits dans des publications de différents pays et valorisés internationalement de manière très positive. 
Son huile Krishna de la Paix a été incluse dans l’Historia de la pintura contemporánea en Mallorca. Del Impresionismo a nuestros días de Gaspar Sabater et des nombreuses de ses peintures ont honoré la page principale du plusieurs numéros du magazine culturel Tántalo (Cadix).